# Dolina Świńska

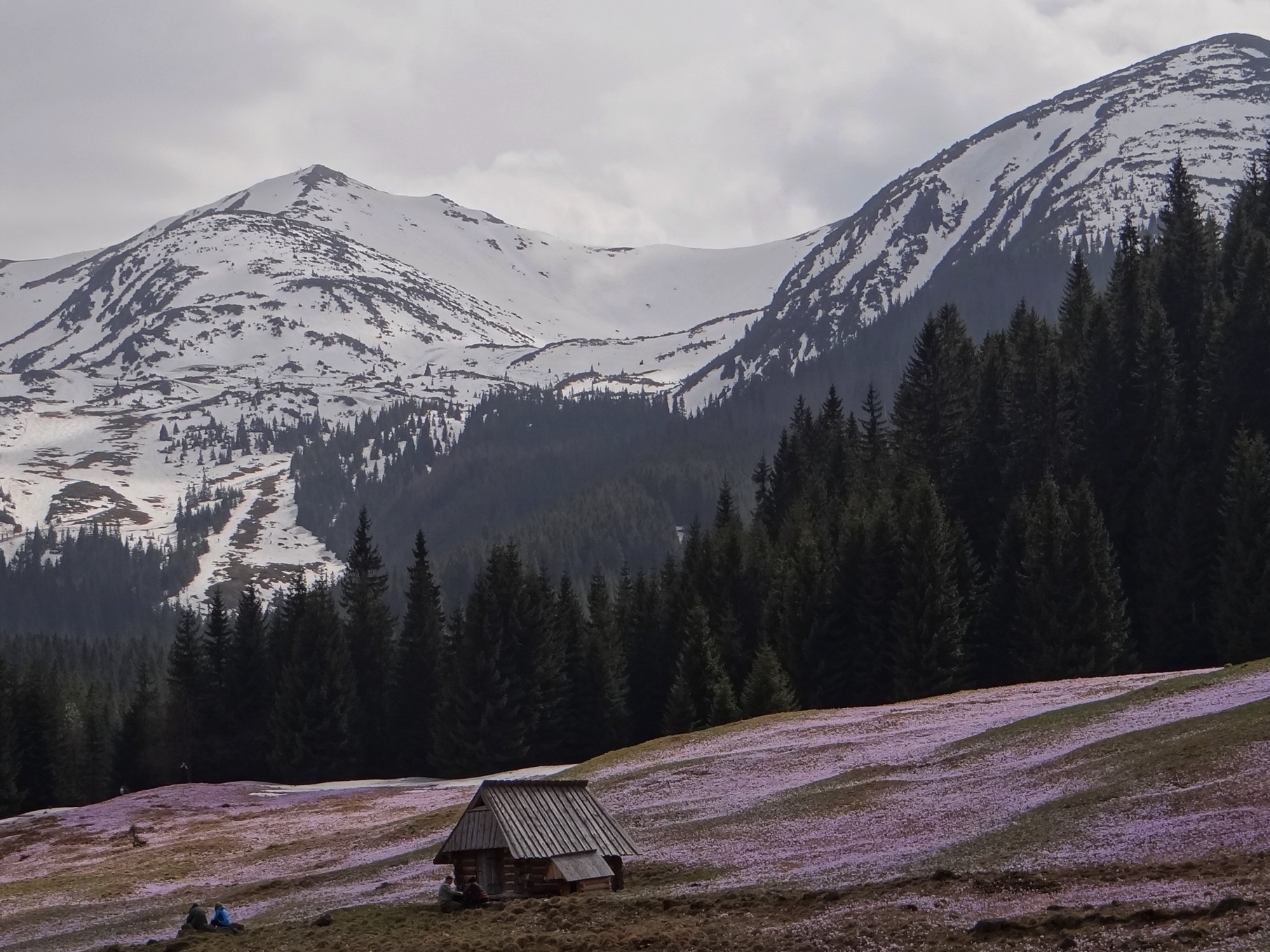
Widok z Kalatówek na Dolinę Świńską

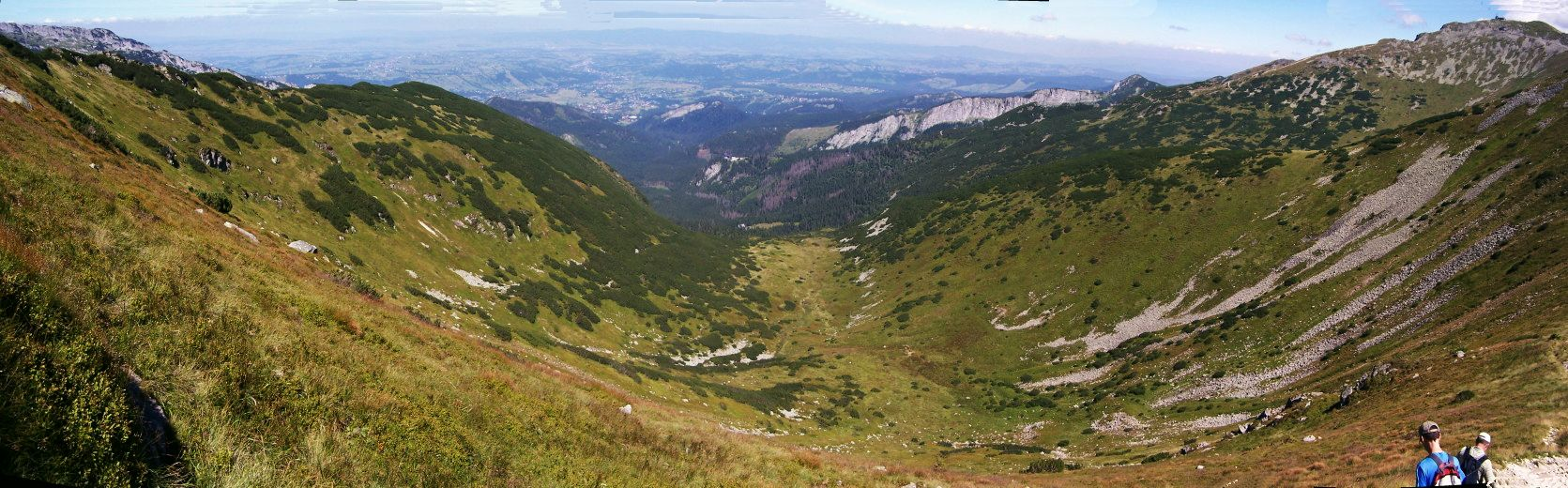
Dolina Świńska, widok z grani głównej

Dolina Świńska, Dolina Goryczkowa Świńska – zachodnie odgałęzienie górnej części Doliny Goryczkowej w Tatrach Zachodnich. Położona jest na wysokości ok. 1350–1700 m n.p.m. Jej zachodnie stoki tworzy Goryczkowa Czuba i jej grzbiet Kondratowy Wierch, wschodnie grzbiet Pośredniego Goryczkowego Wierchu, od południa grań główna Tatr z Goryczkową Przełęczą Świńską. Dolna część doliny kończy się progiem, który na wysokości ok. 1350–1550 m jest wspólny dla niej i dla sąsiadującej od wschodu doliny Pod Zakosy. Znajdująca się powyżej tego progu górna część doliny to Świński Kocioł – dwupiętrowy kocioł lodowcowy.
Nazwa doliny jest ludowego pochodzenia. Według juhasów pochodzi od tego, że była w niej marna (czyli świńska) trawa i są w niej liczne dziury, kamienie i piarżyska. Dnem doliny płynie niewielki Świński Potok (miejscami traci on wodę), uchodzący do Goryczkowego Potoku. W górnej części doliny, pod granią główną znajduje się źródełko, drugie w dolnej części Pośredniego Goryczkowego Wierchu. Ze stromych zboczy doliny w zimie schodzą lawiny, najgroźniejsze z północno-wschodnich stoków Goryczkowej Czuby.
Dolina w przeszłości była wypasana, stanowiła część Hali Goryczkowej. Obecnie, po zniesieniu pasterstwa jej zbocza zaczynają porastać kosodrzewiną. Przez dolinę nie prowadzi żaden szlak turystyki pieszej. Tatrzański Park Narodowy umożliwia natomiast uprawianie w niej zimą kwalifikowanej turystyki narciarskiej. Narciarze z Kasprowego Wierchu czasami zjeżdżają przez przełęcz Nad Zakosy, trawersują Pośredni Wierch Goryczkowy i zjeżdżają do Doliny Goryczkowej Świńskiej.
Ciekawa flora. M.in. stwierdzono tutaj występowanie turzycy czarnej – bardzo rzadkiej rośliny, w Polsce występującej tylko w Tatrach Zachodnich i to w kilku tylko miejscach.